# ستيفن إيتكن
ستيفن إيتكن (بالإنجليزية: Stephen Aitken)‏ هو لاعب كرة قدم ومدرب كرة قدم بريطاني، ولد في 25 سبتمبر 1976 في غلاسكو في المملكة المتحدة. لعب مع نادي ستنهاوسموير ونادي غرينوك مورتون.

## وصلات خارجية
- ستيفن إيتكن على موقع قاعدة بيانات كرة القدم.إي يو (الإنجليزية)
- ستيفن إيتكن على موقع Soccerbase.com (لاعب) (الإنجليزية)